# Папужка чорнощокий
Папужка чорнощокий (Cyclopsitta gulielmitertii) — вид папугоподібних птахів родини Psittaculidae. Мешкає на Новій Гвінеї та на сусідніх островах. Вид названий на честь Віллема III, короля Нідерландів.

## Підвиди
Виділяють шість підвидів:

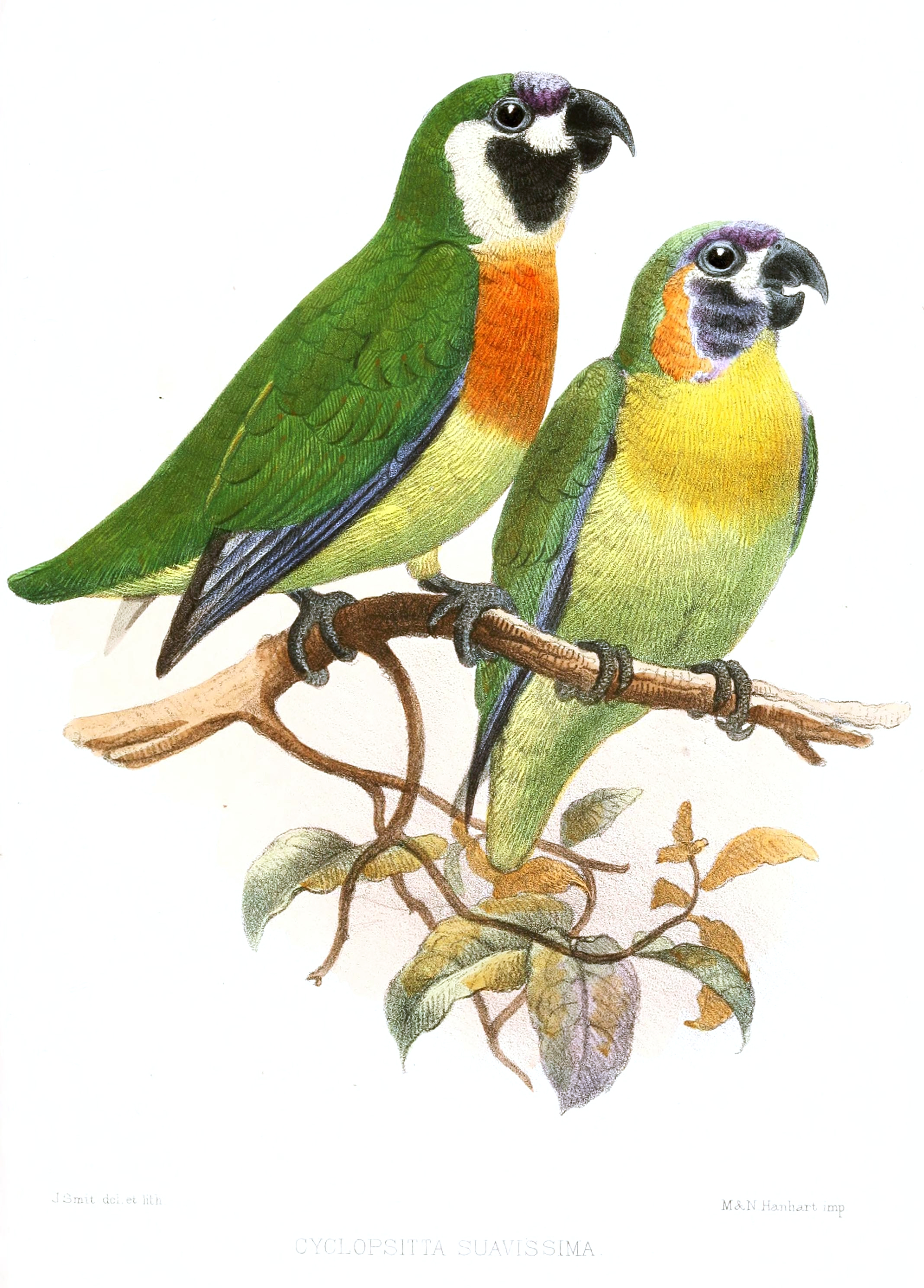
Пара чорнощоких папужок

- C. g. melanogenia (Rosenberg, HKB, 1866) — острови Ару;
- C. g. gulielmitertii (Schlegel, 1866) — острів Салаваті[en] (архіпелаг Раджа-Ампат), півострів Чендравасіх;
- C. g. nigrifrons Reichenow, 1891 — північ Нової Гвінеї;
- C. g. amabilis (Reichenow, 1891) — північно-східне узбережжя Нової Гвінеї;
- C. g. suavissima Salvadori, 1876 — південь центральної Нової Гвінеї;
- C. g. fuscifrons Salvadori, 1876 — південь Нової Гвінеї.

Деякі дослідники розділяють цей вид на 4 і визнають Cyclopsitta melanogenia, Cyclopsitta amabilis і Cyclopsitta nigrifrons окремими видами.

## Поширення і екологія
Чорнощокі папужки мешкають в Індонезії і Папуа Новій Гвінеї. Вони живуть у вологих рівнинних лісах. Зустрічаються зграйками від 6 до 10 птахів, переважно на висоті до 300 м над рівнем моря, місцями на висоті до 1100 м над рівнем моря. Живляться насінням фікусів, а також квітками Glochidion, Acacia auriculaeformis і Poikilospermum. Сезон розмноження триває з грудня по червень. Гніздяться в гнізді деревних термітів або серед епіфітів, В кладці від 1 до 3 яєць, інкубаційний період триває 20-22 дні, пташенята покидають гніздо через 35-42 дні після вилуплення.